# CAF Champions League 2018-2019
La CAF Champions League 2018-2019 (ufficialmente Total CAF Champions League 2018-2019 per ragioni di sponsorizzazione) è stata la 55ª edizione di questo torneo organizzato dalla CAF, la 23ª con la forma attuale.
L'Espérance era la squadra detentrice del torneo e si è confermata campione.
Da questa edizione la CAF Champions League non si è svolta più da febbraio a novembre, ma si è disputata da novembre a giugno, in seguito a una decisione del Comitato esecutivo CAF del 20 luglio 2017.
La competizione è iniziata il 27 novembre 2018 con le qualificazioni, subito dopo l'edizione 2018, e si è conclusa il 1º giugno 2019, prima della Coppa delle nazioni africane 2019 (che è passata da gennaio-febbraio a giugno-luglio). La stagione successiva inizierà dopo la Coppa delle nazioni africane e seguirà il nuovo calendario.

## Sistema della graduatoria
La CAF calcola i punti per ogni associazione in base ai risultati dei propri club nella Champions League e nella Coppa della Confederazione CAF, non prendendo in considerazione l'anno corrente. I criteri per i punti sono i seguenti:
|                                          | CAF Champions League | Coppa della Confederazione CAF |
| ---------------------------------------- | -------------------- | ------------------------------ |
| Vincitore                                | 6 punti              | 5 punti                        |
| Seconda                                  | 5 punti              | 4 punti                        |
| Eliminate alle semifinali                | 4 punti              | 3 punti                        |
| Eliminate ai quarti di finale (dal 2017) | 3 punti              | 2 punti                        |
| 3º posto nei gruppi                      | 2 punti              | 1 punti                        |
| 4º posto nei gruppi                      | 1 punto              | 0.5 punto                      |

I punti sono moltiplicati per un dato coefficiente a seconda dell'anno
- 2017 – 5
- 2016 – 4
- 2015 – 3
- 2014 – 2
- 2013 – 1

## Turni e date dei sorteggi
| Fase           | Turno             | Data sorteggio                   | Andata              | Ritorno                 |
| -------------- | ----------------- | -------------------------------- | ------------------- | ----------------------- |
| Qualificazioni | Turno Preliminare | 3 novembre 2018 (Rabat, Marocco) | 27-28 novembre 2018 | 4-5 dicembre 2018       |
| Qualificazioni | Primo turno       | 3 novembre 2018 (Rabat, Marocco) | 14–16 dicembre 2018 | 21–23 dicembre 2018     |
| Fase a gironi  | 1ª giornata       | 28 dicembre 2018                 | 11-13 gennaio 2019  | 11-13 gennaio 2019      |
| Fase a gironi  | 2ª giornata       | 28 dicembre 2018                 | 18-20 gennaio 2019  | 18-20 gennaio 2019      |
| Fase a gironi  | 3ª giornata       | 28 dicembre 2018                 | 1-3 febbraio 2019   | 1-3 febbraio 2019       |
| Fase a gironi  | 4ª giornata       | 28 dicembre 2018                 | 12-13 febbraio 2019 | 12-13 febbraio 2019     |
| Fase a gironi  | 5ª giornata       | 28 dicembre 2018                 | 8-10 marzo 2019     | 8-10 marzo 2019         |
| Fase a gironi  | 6ª giornata       | 28 dicembre 2018                 | 15-17 marzo 2019    | 15-17 marzo 2019        |
| Fase finale    | Quarti di finale  | 23 marzo 2019                    | 5-7 aprile 2019     | 12-14 aprile 2019       |
| Fase finale    | Semifinali        | 23 marzo 2019                    | 26-28 aprile 2019   | 3-5 maggio 2019         |
| Fase finale    | Finale            | 23 marzo 2019                    | 24-25 maggio 2019   | 31 maggio-1 giugno 2019 |

## Qualificazioni

### Turno preliminare
| Squadra 1                   | Totale          | Squadra 2                 | Andata | Ritorno |
| --------------------------- | --------------- | ------------------------- | ------ | ------- |
| ASC Diaraf                  | 1 - 1 (4-2 dtr) | US Koroki                 | 1 - 0  | 0 - 1   |
| JS Saoura                   | 2 - 0           | SC Gagnoa                 | 2 - 0  | 0 - 0   |
| Ittihad Tanger              | 1 - 0           | Elect Sport               | 1 - 0  | 0 - 0   |
| Le Messager Ngozi           | 1 - 3           | Ismaily SC                | 0 - 1  | 1 - 2   |
| ASF Bobo Dioulasso          | 4 - 4 (3-5 dtr) | Coton Sport               | 3 - 1  | 1 - 3   |
| AS SONIDEP                  | 1 - 5           | ZESCO United              | 1 - 2  | 0 - 3   |
| Orlando Pirates             | 8 - 2           | Light Stars               | 5 - 1  | 3 - 1   |
| Volcan Club                 | 1 - 2           | African Stars             | 0 - 0  | 1 - 2   |
| Nouadhibou                  | 2 - 3           | Al-Ahly Bengasi           | 2 - 1  | 0 - 2   |
| Leones Vegetarianos         | 1 - 7           | Mamelodi Sundowns         | 0 - 2  | 1 - 5   |
| Gor Mahia                   | 1 - 1 (4-3 dtr) | Bullets                   | 1 - 0  | 0 - 1   |
| UMS de Loum                 | 1 - 2           | Lobi Stars                | 1 - 0  | 0 - 2   |
| UD Songo                    | 1 - 3           | Nkana                     | 1 - 2  | 0 - 1   |
| Simba                       | 8 - 1           | Mbabane Swallows          | 4 - 1  | 4 - 0   |
| Ali Sabieh Djibouti Télécom | 3 - 5           | Jimma Aba Jifar           | 1 - 3  | 2 - 2   |
| CS Constantine              | 1 - 0           | Gamtel                    | 0 - 0  | 1 - 0   |
| Al-Merrikh                  | 2 - 2 (gfc)     | Vipers                    | 2 - 1  | 0 - 1   |
| SCAF Tocages                | 0 - 5           | Stade Malien              | 0 - 1  | 0 - 4   |
| ASEC Mimosas                | 1 - 0           | Mangasport                | 1 - 0  | 0 - 0   |
| Township Rollers            | 2 - 2 (2-4 dtr) | Bantu FC                  | 1 - 1  | 1 - 1   |
| APR                         | 1 - 3           | Club Africain             | 0 - 0  | 1 - 3   |
| Al-Hilal                    | 6 - 0           | JKU                       | 4 - 0  | 2 - 0   |
| Al-Nasr                     | 9 - 3           | Al-Hilal Juba             | 5 - 1  | 4 - 2   |
| Horoya                      | 2 - 0           | Barrack Young Controllers | 1 - 0  | 1 - 0   |
| 1º de Agosto                | 4 - 4 (gfc)     | AS Otôho                  | 4 - 2  | 0 - 2   |
| CNaPS Sports                | 1 - 2           | Platinum                  | 1 - 1  | 0 - 1   |

### Primo turno
| Squadra 1        | Totale      | Squadra 2         | Andata | Ritorno |
| ---------------- | ----------- | ----------------- | ------ | ------- |
| Wydad Casablanca | 3 - 3 (gfc) | ASC Diaraf        | 2 - 0  | 1 - 3   |
| JS Saoura        | 2 - 1       | Ittihad Tanger    | 2 - 0  | 0 - 1   |
| Ismaily SC       | 3 - 2       | Coton Sport       | 2 - 0  | 1 - 2   |
| TP Mazembe       | 2 - 1       | ZESCO United      | 1 - 0  | 1 - 1   |
| Orlando Pirates  | 1 - 0       | African Stars     | 0 - 0  | 1 - 0   |
| Al-Ahly Bengasi  | 0 - 4       | Mamelodi Sundowns | 0 - 0  | 0 - 4   |
| Gor Mahia        | 3 - 3 (gfc) | Lobi Stars        | 3 - 1  | 0 - 2   |
| Nkana            | 3 - 4       | Simba             | 2 - 1  | 1 - 3   |
| Al-Ahly          | 2 - 1       | Jimma Aba Jifar   | 2 - 0  | 0 - 1   |
| CS Constantine   | 3 - 0       | Vipers            | 1 - 0  | 2 - 0   |
| Stade Malien     | 0 - 2       | ASEC Mimosas      | 0 - 1  | 0 - 1   |
| AS Vita Club     | 5 - 2       | Bantu FC          | 4 - 1  | 1 - 1   |
| Club Africain    | 3 - 2       | Al-Hilal          | 3 - 1  | 0 - 1   |
| Al-Nasr          | 5 - 6       | Horoya            | 3 - 0  | 2 - 6   |
| AS Otôho         | 1 - 1 (gfc) | Platinum          | 1 - 1  | 0 - 0   |

### Squadre qualificate per la fase a gironi
| Urna 1                      | Urna 2                   | Urna 3                    | Urna 4               |
| TP Mazembe (66 punti)       | M. Sundowns (40 punti)   | ASEC Mimosas (8.5 punti)  | Ismaily (0 punti)    |
| Al-Ahly (62 punti)          | Vita Club (29 punti)     | Orlando Pirates (8 punti) | Lobi Stars (0 punti) |
| Wydad Casablanca (51 punti) | Horoya (19 punti)        | Simba (0 punti)           | Platinum (0 punti)   |
| Espérance (45 punti)        | Club Africain (12 punti) | CS Constantine (0 punti)  | JS Saoura (0 punti)  |

I sorteggi per la fase a gironi della competizione si sono svolti il 28 dicembre 2018.
Le 16 squadre qualificate sono state raggruppate in 4 urne in base ai punti del Ranking CAF e, successivamente, inserite casualmente in altrettanti gruppi dai quali si qualificheranno alla successiva fase le prime due squadre per ogni gruppo.

## Fase a gironi

### Gruppo A
| Squadra          | Pt | G | V | N | P | GF | GS | DR |
| ---------------- | -- | - | - | - | - | -- | -- | -- |
| Wydad Casablanca | 10 | 6 | 3 | 1 | 2 | 8  | 6  | +2 |
| M. Sundowns      | 10 | 6 | 3 | 1 | 2 | 9  | 5  | +4 |
| Lobi Stars       | 7  | 6 | 2 | 1 | 3 | 4  | 6  | -2 |
| ASEC Mimosas     | 7  | 6 | 2 | 1 | 3 | 6  | 10 | -4 |

| Squadra 1        | Risultato   | Squadra 2        |
| 1ª giornata      | 1ª giornata | 1ª giornata      |
| ---------------- | ----------- | ---------------- |
| Lobi Stars       | 2 - 1       | M. Sundowns      |
| Wydad Casablanca | 5 - 2       | ASEC Mimosas     |
| 2ª giornata      |             |                  |
| ASEC Mimosas     | 1 - 0       | Lobi Stars       |
| M. Sundowns      | 2 - 1       | Wydad Casablanca |
| 3ª giornata      |             |                  |
| M. Sundowns      | 3 - 1       | ASEC Mimosas     |
| Lobi Stars       | 0 - 1       | Wydad Casablanca |
| 4ª giornata      |             |                  |
| ASEC Mimosas     | 0 - 0       | M. Sundowns      |
| Wydad Casablanca | 0 - 0       | Lobi Stars       |
| 5ª giornata      |             |                  |
| ASEC Mimosas     | 2 - 0       | Wydad Casablanca |
| M. Sundowns      | 3 - 0       | Lobi Stars       |
| 6ª giornata      |             |                  |
| Lobi Stars       | 2 - 0       | ASEC Mimosas     |
| Wydad Casablanca | 1 - 0       | M. Sundowns      |

### Gruppo B
| Squadra         | Pt | G | V | N | P | GF | GS | DR |
| --------------- | -- | - | - | - | - | -- | -- | -- |
| Espérance       | 14 | 6 | 4 | 2 | 0 | 9  | 2  | +7 |
| Horoya          | 10 | 6 | 3 | 1 | 2 | 6  | 7  | -1 |
| Orlando Pirates | 6  | 6 | 1 | 3 | 2 | 6  | 6  | 0  |
| Platinum        | 2  | 6 | 0 | 2 | 4 | 3  | 9  | -6 |

| Squadra 1       | Risultato   | Squadra 2       |
| 1ª giornata     | 1ª giornata | 1ª giornata     |
| --------------- | ----------- | --------------- |
| Horoya          | 1 - 1       | Espérance       |
| Platinum        | 0 - 0       | Orlando Pirates |
| 2ª giornata     |             |                 |
| Espérance       | 2 - 0       | Platinum        |
| Orlando Pirates | 3 - 0       | Horoya          |
| 3ª giornata     |             |                 |
| Platinum        | 0 - 1       | Horoya          |
| Orlando Pirates | 0 - 0       | Espérance       |
| 4ª giornata     |             |                 |
| Espérance       | 2 - 0       | Orlando Pirates |
| Horoya          | 2 - 0       | Platinum        |
| 5ª giornata     |             |                 |
| Espérance       | 2 - 0       | Horoya          |
| Orlando Pirates | 2 - 2       | Platinum        |
| 6ª giornata     |             |                 |
| Platinum        | 1 - 2       | Espérance       |
| Horoya          | 2 - 1       | Orlando Pirates |

### Gruppo C
| Squadra        | Pt | G | V | N | P | GF | GS | DR |
| -------------- | -- | - | - | - | - | -- | -- | -- |
| TP Mazembe     | 11 | 6 | 3 | 2 | 1 | 13 | 4  | +9 |
| CS Constantine | 10 | 6 | 3 | 1 | 2 | 8  | 6  | +2 |
| Club Africain  | 10 | 6 | 3 | 1 | 2 | 5  | 9  | -4 |
| Ismaily        | 2  | 6 | 0 | 2 | 4 | 4  | 11 | -7 |

| Squadra 1      | Risultato   | Squadra 2      |
| 1ª giornata    | 1ª giornata | 1ª giornata    |
| -------------- | ----------- | -------------- |
| Club Africain  | 0 - 1       | CS Constantine |
| TP Mazembe     | 2 - 0       | Ismaily        |
| 2ª giornata    |             |                |
| Ismaily        | 1 - 2       | Club Africain  |
| CS Constantine | 3 - 0       | TP Mazembe     |
| 3ª giornata    |             |                |
| TP Mazembe     | 8 - 0       | Club Africain  |
| Ismaily        | 1 - 1       | CS Constantine |
| 4ª giornata    |             |                |
| Club Africain  | 0 - 0       | TP Mazembe     |
| CS Constantine | 3 - 2       | Ismaily        |
| 5ª giornata    |             |                |
| CS Constantine | 0 - 1       | Club Africain  |
| Ismaily        | 1 - 1       | TP Mazembe     |
| 6ª giornata    |             |                |
| TP Mazembe     | 2 - 0       | CS Constantine |
| Club Africain  | 1 - 0       | Ismaily        |

### Gruppo D
| Squadra   | Pt | G | V | N | P | GF | GS | DR |
| --------- | -- | - | - | - | - | -- | -- | -- |
| Al-Ahly   | 10 | 6 | 3 | 1 | 2 | 11 | 3  | +8 |
| Simba     | 9  | 6 | 3 | 0 | 3 | 6  | 13 | -7 |
| JS Saoura | 8  | 6 | 2 | 2 | 2 | 6  | 9  | -3 |
| Vita Club | 7  | 6 | 2 | 1 | 3 | 9  | 7  | +2 |

| Squadra 1   | Risultato   | Squadra 2   |
| 1ª giornata | 1ª giornata | 1ª giornata |
| ----------- | ----------- | ----------- |
| Simba       | 3 - 0       | JS Saoura   |
| Al-Ahly     | 2 - 0       | Vita Club   |
| 2ª giornata |             |             |
| JS Saoura   | 1 - 1       | Al-Ahly     |
| Vita Club   | 5 - 0       | Simba       |
| 3ª giornata |             |             |
| Vita Club   | 2 - 2       | JS Saoura   |
| Al-Ahly     | 5 - 0       | Simba       |
| 4ª giornata |             |             |
| Simba       | 1 - 0       | Al-Ahly     |
| JS Saoura   | 1 - 0       | Vita Club   |
| 5ª giornata |             |             |
| Vita Club   | 1 - 0       | Al-Ahly     |
| JS Saoura   | 2 - 0       | Simba       |
| 6ª giornata |             |             |
| Simba       | 2 - 1       | Vita Club   |
| Al-Ahly     | 3 - 0       | JS Saoura   |

## Fase a eliminazione diretta

### Tabellone
|  | Quarti di finale | Quarti di finale | Quarti di finale | Quarti di finale | Quarti di finale |  |  | Semifinali       | Semifinali       | Semifinali | Semifinali | Semifinali |   |   | Finale               | Finale               | Finale | Finale | Finale |  |
|  |                  |                  |                  |                  |                  |  |  |                  |                  |            |            |            |   |   |                      |                      |        |        |        |  |
|  | Horoya           | Horoya           | 0                | 0                | 0                |  |  |                  |                  |            |            |            |   |   |                      |                      |        |        |        |  |
|  | Wydad Casablanca | Wydad Casablanca | 0                | 5                | 5                |  |  | Wydad Casablanca | Wydad Casablanca | 2          | 0          | 2          |   |   |                      |                      |        |        |        |  |
|  | M. Sundowns      | M. Sundowns      | 5                | 0                | 5                |  |  | M. Sundowns      | M. Sundowns      | 1          | 0          | 1          |   |   |                      |                      |        |        |        |  |
|  | Al-Ahly          | Al-Ahly          | 0                | 1                | 1                |  |  |                  |                  |            |            |            |   |   | Wydad Casablanca (r) | Wydad Casablanca (r) | 1      | —      | —      |  |
|  | MO Constantine   | MO Constantine   | 2                | 1                | 3                |  |  |                  |                  | Espérance  | Espérance  | 1          | — | — |                      |                      |        |        |        |  |
|  | Espérance        | Espérance        | 3                | 3                | 6                |  |  | Espérance        | Espérance        | 1          | 0          | 1          |   |   |                      |                      |        |        |        |  |
|  | Simba            | Simba            | 0                | 1                | 1                |  |  | TP Mazembe       | TP Mazembe       | 0          | 0          | 0          |   |   |                      |                      |        |        |        |  |
|  | TP Mazembe       | TP Mazembe       | 0                | 4                | 4                |  |  |                  |                  |            |            |            |   |   |                      |                      |        |        |        |  |

### Quarti di finale
| Squadra 1      | Totale | Squadra 2        | Andata | Ritorno |
| -------------- | ------ | ---------------- | ------ | ------- |
| Horoya         | 0 - 5  | Wydad Casablanca | 0 - 0  | 0 - 5   |
| M. Sundowns    | 5 - 1  | Al-Ahly          | 5 - 0  | 0 - 1   |
| MO Constantine | 3 - 6  | Espérance        | 2 - 3  | 1 - 3   |
| Simba          | 1 - 4  | TP Mazembe       | 0 - 0  | 1 - 4   |

### Semifinali
| Squadra 1        | Totale | Squadra 2   | Andata | Ritorno |
| ---------------- | ------ | ----------- | ------ | ------- |
| Wydad Casablanca | 2 - 1  | M. Sundowns | 2 - 1  | 0 - 0   |
| Espérance        | 1 - 0  | TP Mazembe  | 1 - 0  | 0 - 0   |

### Finale
Dopo l'1-1 della gara d'andata, nella gara di ritorno, sul parziale di 1-0 in favore dell'Espérance, al 59' il Wydad Casablanca ha realizzato una rete che il guardalinee ha segnalato come irregolare e l'arbitro ha annullato. A causa di un malfunzionamento del VAR, non è stato possibile effettuare la revisione. Dopo 80 minuti di sospensione a seguito delle proteste del Wydad Casablanca, la partita è stata definitivamente sospesa e la vittoria assegnata a tavolino all'Espérance. Successivamente, però, la CAF ha disposto di rigiocare la gara in campo neutro nel luglio 2019. Il 31 luglio il TAS ha annullato la decisione della CAF di far ripetere gara. Il 7 agosto l'Espérance è stato dichiarato campione dall'organo disciplinare della CAF, che ha sancito la sconfitta del Wydad Casablanca nella gara di ritorno.
| Squadra 1        | Totale | Squadra 2 | Andata | Ritorno     |
| ---------------- | ------ | --------- | ------ | ----------- |
| Wydad Casablanca | 1 - 1  | Espérance | 1 - 1  | Abbandonata |